# Patty Fendick
Patty Fendick (née le 31 mars 1965 à Sacramento, Californie) est une joueuse de tennis américaine, professionnelle de mai 1987 à septembre 1995.
Pendant sa carrière, elle a remporté trois titres WTA en simple et vingt-cinq en double.
Une fois, elle a atteint les quarts de finale dans un tournoi du Grand Chelem, à l'Open d'Australie en 1990. L'année suivante, elle a gagné l'épreuve de double dames aux côtés de Mary Joe Fernández (face à la paire Gigi Fernández et Jana Novotná).

## Palmarès

### Titres en simple dames
| No | Date       | Nom et lieu du tournoi    | Catégorie | Dotation  | Surface    | Finaliste        | Score    |          |
| -- | ---------- | ------------------------- | --------- | --------- | ---------- | ---------------- | -------- | -------- |
| 1  | 25-01-1988 | Nutri-Metics, Auckland    | Tier V    | 50 000 $  | Dur (ext.) | Sara Gomer       | 6-3, 7-6 | Parcours |
| 2  | 11-04-1988 | Suntory Japan Open, Tokyo | Tier V    | 100 000 $ | Dur (ext.) | Stephanie Rehe   | 6-3, 7-5 | Parcours |
| 3  | 30-01-1989 | Nutri-Metics, Auckland    | Tier V    | 75 000 $  | Dur (ext.) | Belinda Cordwell | 6-2, 6-0 | Parcours |

### Finales en simple dames
| No | Date       | Nom et lieu du tournoi                    | Catégorie | Dotation  | Surface    | Vainqueure       | Score         |          |
| -- | ---------- | ----------------------------------------- | --------- | --------- | ---------- | ---------------- | ------------- | -------- |
| 1  | 15-02-1993 | Virginia Slims of Oklahoma, Oklahoma City | Tier III  | 150 000 $ | Dur (int.) | Zina Garrison    | 6-2, 6-2      | Parcours |
| 2  | 11-04-1994 | Volvo Open, Pattaya                       | Tier IV   | 100 000 $ | Dur (ext.) | Sabine Appelmans | 6-7, 7-6, 6-2 | Parcours |

### Titres en double dames
| No | Date       | Nom et lieu du tournoi                    | Catégorie | Dotation    | Surface         | Partenaire         | Finalistes                        | Score         |          |
| -- | ---------- | ----------------------------------------- | --------- | ----------- | --------------- | ------------------ | --------------------------------- | ------------- | -------- |
| 1  | 25-01-1988 | Nutri-Metics Auckland                     | Tier V    | 50 000 $    | Dur (ext.)      | Jill Hetherington  | Cammy MacGregor Cynthia MacGregor | 6-2, 6-1      | Parcours |
| 2  | 01-02-1988 | Fernleaf Classic Wellington               | Tier V    | 50 000 $    | Dur (ext.)      | Jill Hetherington  | Belinda Cordwell Julie Richardson | 6-3, 6-3      | Parcours |
| 3  | 18-04-1988 | Taipei International Championships Taïwan | Tier V    | 50 000 $    | Moquette (int.) | Ann Henricksson    | Belinda Cordwell Julie Richardson | 6-2, 2-6, 6-2 | Parcours |
| 4  | 01-08-1988 | Virginia Slims of San Diego San Diego     | Tier V    | 100 000 $   | Dur (ext.)      | Jill Hetherington  | Betsy Nagelsen Dinky Van Rensburg | 7-6, 6-4      | Parcours |
| 5  | 08-08-1988 | Virginia Slims of Los Angeles Los Angeles | Tier II   | 300 000 $   | Dur (ext.)      | Jill Hetherington  | Gigi Fernández Robin White        | 7-6, 5-7, 6-4 | Parcours |
| 6  | 10-10-1988 | Honda Classic San Juan                    | Tier IV   | 75 000 $    | Dur (ext.)      | Jill Hetherington  | Gigi Fernández Robin White        | 6-4, 6-2      | Parcours |
| 7  | 30-01-1989 | Nutri-Metics Auckland                     | Tier V    | 75 000 $    | Dur (ext.)      | Jill Hetherington  | Elizabeth Smylie Janine Thompson  | 6-4, 6-4      | Parcours |
| 8  | 20-02-1989 | Virginia Slims of California Oakland      | Tier III  | 250 000 $   | Moquette (int.) | Jill Hetherington  | Larisa Savchenko Natasha Zvereva  | 7-5, 3-6, 6-2 | Parcours |
| 9  | 06-08-1990 | American Bank Classic San Diego           | Tier III  | 225 000 $   | Dur (ext.)      | Zina Garrison      | Elise Burgin Rosalyn Fairbank     | 6-4, 7-6      | Parcours |
| 10 | 05-11-1990 | Jello Classic Indianapolis                | Tier IV   | 150 000 $   | Dur (int.)      | Meredith McGrath   | Katrina Adams Jill Hetherington   | 6-1, 6-1      | Parcours |
| 11 | 14-01-1991 | Ford Australian Open Melbourne            | G. Chelem | 2 000 000 $ | Dur (ext.)      | Mary Joe Fernández | Gigi Fernández Jana Novotná       | 7-64, 6-1     | Parcours |
| 12 | 28-01-1991 | Nutri-Metics Bendon Classic Auckland      | Tier V    | 100 000 $   | Dur (ext.)      | Larisa Neiland     | Jo-Anne Faull Julie Richardson    | 6-3, 6-3      | Parcours |
| 13 | 25-03-1991 | US Hard Court Championships San Antonio   | Tier III  | 225 000 $   | Dur (ext.)      | Monica Seles       | Jill Hetherington Kathy Rinaldi   | 7-6, 6-2      | Parcours |
| 14 | 04-11-1991 | Virginia Slims of California Oakland      | Tier II   | 350 000 $   | Moquette (int.) | Gigi Fernández     | Martina Navrátilová Pam Shriver   | 6-4, 7-5      | Parcours |
| 15 | 11-11-1991 | Jello Classic Indianapolis                | Tier IV   | 150 000 $   | Dur (int.)      | Gigi Fernández     | Katrina Adams Mercedes Paz        | 6-4, 6-2      | Parcours |
| 16 | 13-04-1992 | Virginia Slims of Houston Houston         | Tier II   | 350 000 $   | Terre (ext.)    | Gigi Fernández     | Jill Hetherington Kathy Rinaldi   | 7-5, 6-4      | Parcours |
| 17 | 18-05-1992 | Internationaux de Strasbourg Strasbourg   | Tier IV   | 150 000 $   | Terre (ext.)    | Andrea Strnadová   | Lori McNeil Mercedes Paz          | 6-3, 6-4      | Parcours |
| 18 | 15-02-1993 | Virginia Slims of Oklahoma Oklahoma City  | Tier III  | 150 000 $   | Dur (int.)      | Zina Garrison      | Katrina Adams Manon Bollegraf     | 6-3, 6-2      | Parcours |
| 19 | 19-04-1993 | Women’s Open Kuala Lumpur                 | Tier IV   | 100 000 $   | Dur (int.)      | Meredith McGrath   | Nicole Arendt Kristine Radford    | 6-4, 7-6      | Parcours |
| 20 | 01-11-1993 | Bank of the West Classic Oakland          | Tier II   | 375 000 $   | Moquette (int.) | Meredith McGrath   | Amanda Coetzer Inés Gorrochategui | 6-2, 6-0      | Parcours |
| 21 | 10-01-1994 | Peters NSW Open Sydney                    | Tier II   | 300 000 $   | Dur (ext.)      | Meredith McGrath   | Jana Novotná Arantxa Sánchez      | 6-2, 6-3      | Parcours |
| 22 | 14-02-1994 | IGA Tennis Classic Oklahoma City          | Tier III  | 150 000 $   | Dur (int.)      | Meredith McGrath   | Katrina Adams Manon Bollegraf     | 7-6, 6-2      | Parcours |
| 23 | 11-04-1994 | Volvo Open Pattaya                        | Tier IV   | 100 000 $   | Dur (ext.)      | Meredith McGrath   | Yayuk Basuki Nana Miyagi          | 7-6, 3-6, 6-3 | Parcours |
| 24 | 18-04-1994 | Singapore Classic Kallang                 | Tier IV   | 100 000 $   | Dur (ext.)      | Meredith McGrath   | Nicole Arendt Kristine Radford    | 6-4, 6-1      | Parcours |
| 25 | 26-09-1994 | International GP Leipzig                  | Tier II   | 400 000 $   | Moquette (int.) | Meredith McGrath   | Manon Bollegraf Larisa Neiland    | 6-4, 6-4      | Parcours |

### Finales en double dames
| No | Date       | Nom et lieu du tournoi                        | Catégorie | Dotation    | Surface         | Vainqueures                         | Partenaire          | Score         |          |
| -- | ---------- | --------------------------------------------- | --------- | ----------- | --------------- | ----------------------------------- | ------------------- | ------------- | -------- |
| 1  | 25-07-1988 | Northern California Open Aptos                | Tier V    | 50 000 $    | Dur (ext.)      | Lise Gregory Ronni Reis             | Jill Hetherington   | 6-3, 6-4      | Parcours |
| 2  | 29-08-1988 | US Open Flushing Meadows                      | G. Chelem | 1 937 333 $ | Dur (ext.)      | Gigi Fernández Robin White          | Jill Hetherington   | 6-4, 6-1      | Parcours |
| 3  | 02-01-1989 | Danone Hard Court Championships Brisbane      | Tier V    | 150 000 $   | Dur (ext.)      | Jana Novotná Helena Suková          | Jill Hetherington   | 6-7, 6-1, 6-2 | Parcours |
| 4  | 16-01-1989 | Ford Australian Open Melbourne                | G. Chelem | 937 882 $   | Dur (ext.)      | Martina Navrátilová Pam Shriver     | Jill Hetherington   | 3-6, 6-3, 6-2 | Parcours |
| 5  | 27-02-1989 | US Hard Court Championships San Antonio       | Tier IV   | 200 000 $   | Dur (ext.)      | Katrina Adams Pam Shriver           | Jill Hetherington   | 3-6, 6-1, 6-4 | Parcours |
| 6  | 15-01-1990 | Ford Australian Open Melbourne                | G. Chelem | 1 220 160 $ | Dur (ext.)      | Jana Novotná Helena Suková          | Mary Joe Fernández  | 7-65, 7-66    | Parcours |
| 7  | 18-06-1990 | Pilkington Glass Championships Eastbourne     | Tier II   | 350 000 $   | Gazon (ext.)    | Larisa Neiland Natasha Zvereva      | Zina Garrison       | 6-4, 6-3      | Parcours |
| 8  | 16-07-1990 | Virginia Slims of Newport Newport (RI)        | Tier III  | 225 000 $   | Gazon (ext.)    | Lise Gregory Gretchen Magers        | Anne Smith          | 7-6, 6-1      | Parcours |
| 9  | 31-12-1990 | Danone Open Brisbane                          | Tier IV   | 150 000 $   | Dur (ext.)      | Gigi Fernández Jana Novotná         | Helena Suková       | 6-3, 6-1      | Parcours |
| 10 | 11-02-1991 | Colorado Classic Aurora                       | Tier V    | 100 000 $   | Dur (int.)      | Lise Gregory Gretchen Magers        | Lori McNeil         | 6-4, 6-4      | Parcours |
| 11 | 15-04-1991 | Virginia Slims of Houston Houston             | Tier II   | 350 000 $   | Terre (ext.)    | Jill Hetherington Kathy Rinaldi     | Mary Joe Fernández  | 6-1, 2-6, 6-1 | Parcours |
| 12 | 23-03-1992 | Acura US Hard Court Championships San Antonio | Tier III  | 225 000 $   | Dur (ext.)      | Martina Navrátilová Pam Shriver     | Andrea Strnadová    | 3-6, 6-2, 7-6 | Parcours |
| 13 | 28-09-1992 | Volkswagen Cup Leipzig                        | Tier III  | 225 000 $   | Moquette (int.) | Jana Novotná Larisa Neiland         | Andrea Strnadová    | 7-5, 7-6      | Parcours |
| 14 | 12-04-1993 | Volvo Open Pattaya                            | Tier IV   | 100 000 $   | Dur (ext.)      | Cammy MacGregor Catherine Suire     | Meredith McGrath    | 6-3, 7-6      | Parcours |
| 15 | 11-10-1993 | Porsche Tennis GP Filderstadt                 | Tier II   | 375 000 $   | Dur (int.)      | Gigi Fernández Natasha Zvereva      | Martina Navrátilová | 7-6, 6-4      | Parcours |
| 16 | 17-01-1994 | Ford Australian Open Melbourne                | G. Chelem | 2 426 000 $ | Dur (ext.)      | Gigi Fernández Natasha Zvereva      | Meredith McGrath    | 6-3, 4-6, 6-4 | Parcours |
| 17 | 11-03-1994 | The Lipton Championships Miami                | Tier I    | 1 000 000 $ | Dur (ext.)      | Gigi Fernández Natasha Zvereva      | Meredith McGrath    | 6-3, 6-1      | Parcours |
| 18 | 03-10-1994 | European Indoors Zurich                       | Tier I    | 750 000 $   | Moquette (int.) | Manon Bollegraf Martina Navrátilová | Meredith McGrath    | 7-6, 6-1      | Parcours |
| 19 | 09-01-1995 | Peters NSW Open Sydney                        | Tier II   | 322 500 $   | Dur (ext.)      | Lindsay Davenport Jana Novotná      | Mary Joe Fernández  | 7-5, 2-6, 6-4 | Parcours |

## Parcours en Grand Chelem

### En simple dames
| Année | Open d'Australie (janvier) | Open d'Australie (janvier) | Internationaux de France | Internationaux de France | Wimbledon       | Wimbledon        | US Open         | US Open            | Open d'Australie (décembre) | Open d'Australie (décembre) |
| ----- | -------------------------- | -------------------------- | ------------------------ | ------------------------ | --------------- | ---------------- | --------------- | ------------------ | --------------------------- | --------------------------- |
| 1983  | n/a                        | n/a                        | 1er tour (1/64)          | Kim Sands                | 1er tour (1/64) | Pam Shriver      | 1er tour (1/64) | Patricia Hy        | -                           | -                           |
| 1984  | n/a                        | n/a                        | -                        | -                        | -               | -                | 3e tour (1/16)  | Barbara Potter     | -                           | -                           |
| 1985  | n/a                        | n/a                        | -                        | -                        | 3e tour (1/16)  | Barbara Potter   | 1er tour (1/64) | Steffi Graf        | -                           | -                           |
| 1986  | n/a                        | n/a                        | -                        | -                        | 3e tour (1/16)  | Bettina Bunge    | 2e tour (1/32)  | Kathleen Horvath   | n/a                         | n/a                         |
| 1987  | -                          | -                          | -                        | -                        | 2e tour (1/32)  | Rosalyn Fairbank | 2e tour (1/32)  | Bettina Bunge      | n/a                         | n/a                         |
| 1988  | 3e tour (1/16)             | Chris Evert                | -                        | -                        | 2e tour (1/32)  | Natasha Zvereva  | 4e tour (1/8)   | Steffi Graf        | n/a                         | n/a                         |
| 1989  | 2e tour (1/32)             | Ronni Reis                 | -                        | -                        | 4e tour (1/8)   | Chris Evert      | 3e tour (1/16)  | Zina Garrison      | n/a                         | n/a                         |
| 1990  | 1/4 de finale              | Steffi Graf                | -                        | -                        | 4e tour (1/8)   | Jana Novotná     | 3e tour (1/16)  | Arantxa Sánchez    | n/a                         | n/a                         |
| 1991  | 1er tour (1/64)            | Tamaka Takagi              | 2e tour (1/32)           | Karine Quentrec          | 2e tour (1/32)  | Linda Ferrando   | 3e tour (1/16)  | Conchita Martínez  | n/a                         | n/a                         |
| 1992  | 4e tour (1/8)              | Mary Joe Fernández         | 1er tour (1/64)          | Ann Grossman             | 4e tour (1/8)   | Steffi Graf      | 1er tour (1/64) | Naoko Sawamatsu    | n/a                         | n/a                         |
| 1993  | 3e tour (1/16)             | Monica Seles               | 1er tour (1/64)          | Ann Grossman             | 3e tour (1/16)  | Arantxa Sánchez  | 1er tour (1/64) | Gabriela Sabatini  | n/a                         | n/a                         |
| 1994  | 2e tour (1/32)             | Conchita Martínez          | 1er tour (1/64)          | Meike Babel              | 1er tour (1/64) | Rachel McQuillan | 2e tour (1/32)  | Mary Joe Fernández | n/a                         | n/a                         |
| 1995  | 2e tour (1/32)             | Kimiko Date                | 2e tour (1/32)           | Virginia Ruano           | 1er tour (1/64) | Dominique Monami | -               | -                  | n/a                         | n/a                         |

À droite du résultat, l’ultime adversaire.

### En double dames
| Année | Open d'Australie (janvier)  | Open d'Australie (janvier) | Internationaux de France    | Internationaux de France  | Wimbledon                    | Wimbledon                   | US Open                      | US Open                    | Open d'Australie (décembre) | Open d'Australie (décembre) |
| ----- | --------------------------- | -------------------------- | --------------------------- | ------------------------- | ---------------------------- | --------------------------- | ---------------------------- | -------------------------- | --------------------------- | --------------------------- |
| 1983  | n/a                         | n/a                        | 2e tour (1/16) S. Solomon   | C. Suire F. Thibault      | 1er tour (1/32) Jenny Klitch | D. Balestrat Betty Stöve    | 2e tour (1/16) Hetherington  | B. Gadusek Wendy White     | -                           | -                           |
| 1984  | n/a                         | n/a                        | -                           | -                         | -                            | -                           | 1er tour (1/32) Hetherington | Penny Barg B. Gerken       | -                           | -                           |
| 1985  | n/a                         | n/a                        | -                           | -                         | 2e tour (1/16) H. Ludloff    | H. Mandlíková W. Turnbull   | 3e tour (1/8) Hetherington   | G. Fernández Robin White   | -                           | -                           |
| 1986  | n/a                         | n/a                        | -                           | -                         | 1/2 finale Hetherington      | H. Mandlíková W. Turnbull   | 3e tour (1/8) Hetherington   | Elise Burgin R. Fairbank   | n/a                         | n/a                         |
| 1987  | -                           | -                          | -                           | -                         | 2e tour (1/16) Jenny Byrne   | Henricksson Van Nostrand    | 2e tour (1/16) Jenny Byrne   | Bettina Bunge Laura Arraya | n/a                         | n/a                         |
| 1988  | 2e tour (1/16) Hetherington | Navrátilová Pam Shriver    | -                           | -                         | 1er tour (1/32) Hetherington | M. Bollegraf Nicole Provis  | Finale Hetherington          | G. Fernández Robin White   | n/a                         | n/a                         |
| 1989  | Finale Hetherington         | Navrátilová Pam Shriver    | -                           | -                         | 3e tour (1/8) Hetherington   | Nicole Provis Elna Reinach  | 2e tour (1/16) Hetherington  | Kathy Jordan B. Nagelsen   | n/a                         | n/a                         |
| 1990  | Finale MJ Fernández         | Jana Novotná Helena Suková | -                           | -                         | 1/2 finale Zina Garrison     | Jana Novotná Helena Suková  | 3e tour (1/8) Zina Garrison  | N. Medvedeva Leila Meskhi  | n/a                         | n/a                         |
| 1991  | Victoire MJ Fernández       | G. Fernández Jana Novotná  | 1/4 de finale Elise Burgin  | G. Fernández Jana Novotná | 1er tour (1/32) Elise Burgin | S. Stafford T. Whitlinger   | 3e tour (1/8) Lori McNeil    | Pam Shriver N. Zvereva     | n/a                         | n/a                         |
| 1992  | 1/4 de finale G. Fernández  | S. Rehe B. Schultz         | 2e tour (1/16) A. Strnadová | Steffi Graf Anke Huber    | 3e tour (1/8) A. Strnadová   | Jana Novotná L. Neiland     | 1/4 de finale A. Strnadová   | Navrátilová Pam Shriver    | n/a                         | n/a                         |
| 1993  | 1/2 finale J. Strnadová     | G. Fernández N. Zvereva    | 1er tour (1/32) M. McGrath  | Pam Shriver E. Smylie     | 2e tour (1/16) M. McGrath    | Jo-Anne Faull J. Richardson | 3e tour (1/8) M. McGrath     | A. Sánchez Helena Suková   | n/a                         | n/a                         |
| 1994  | Finale M. McGrath           | G. Fernández N. Zvereva    | 3e tour (1/8) M. McGrath    | A. Coetzer Gorrochategui  | 3e tour (1/8) M. McGrath     | Nicole Arendt K. Radford    | 1/4 de finale M. McGrath     | L. Neiland G. Sabatini     | n/a                         | n/a                         |
| 1995  | 1/4 de finale MJ Fernández  | L. Davenport Lisa Raymond  | 1/2 finale MJ Fernández     | G. Fernández N. Zvereva   | 1er tour (1/32) MJ Fernández | Lori McNeil Helena Suková   | -                            | -                          | n/a                         | n/a                         |

Sous le résultat, la partenaire ; à droite, l’ultime équipe adverse.

### En double mixte
| Année | Open d'Australie              | Open d'Australie           | Internationaux de France     | Internationaux de France  | Wimbledon                     | Wimbledon                   | US Open                       | US Open                     |
| ----- | ----------------------------- | -------------------------- | ---------------------------- | ------------------------- | ----------------------------- | --------------------------- | ----------------------------- | --------------------------- |
| 1986  | n/a                           | n/a                        | -                            | -                         | 1er tour (1/32) Layendecker   | C. Jolissaint Jakob Hlasek  | 1er tour (1/16) Andy Kohlberg | R. Reggi Sergio Casal       |
| 1987  | -                             | -                          | -                            | -                         | 1/2 finale Andy Kohlberg      | Nicole Provis Darren Cahill | 1/4 de finale Andy Kohlberg   | B. Nagelsen Paul Annacone   |
| 1988  | 2e tour (1/8) Rick Leach      | Navrátilová Tim Gullikson  | -                            | -                         | 1/2 finale Rick Leach         | Gretchen Rush Kelly Jones   | 2e tour (1/8) Rick Leach      | M. McGrath Scott Davis      |
| 1989  | 1/4 de finale Rick Leach      | Zina Garrison S. Stewart   | -                            | -                         | -                             | -                           | 2e tour (1/8) Scott Davis     | Robin White Shelby Cannon   |
| 1990  | 1er tour (1/16) Scott Davis   | G. Fernández Jorge Lozano  | -                            | -                         | -                             | -                           | 1er tour (1/16) Ken Flach     | Elise Burgin Laurie Warder  |
| 1991  | 2e tour (1/8) P. Galbraith    | Mercedes Paz C. Miniussi   | 2e tour (1/16) P. Galbraith  | A. Temesvári Gustavo Luza | 1er tour (1/32) P. Galbraith  | Amy Frazier M. Woodforde    | 2e tour (1/8) M. Woodforde    | Katrina Adams Shelby Cannon |
| 1992  | 1er tour (1/16) Steve DeVries | B. Schultz Cyril Suk       | 3e tour (1/8) Steve DeVries  | Lori McNeil Bryan Shelton | 1er tour (1/32) Steve DeVries | B. Schultz M. Schapers      | 1/4 de finale Steve DeVries   | Elna Reinach P. Galbraith   |
| 1993  | 1er tour (1/16) Steve DeVries | G. Fernández Todd Witsken  | 2e tour (1/16) Steve DeVries | B. Schultz Murphy Jensen  | 1er tour (1/32) Steve DeVries | Kimberly Po Rikard Bergh    | 1er tour (1/16) Steve DeVries | Hetherington G. Michibata   |
| 1994  | 1er tour (1/16) Steve DeVries | Kathy Rinaldi P. Galbraith | 2e tour (1/16) T. Kronemann  | Navrátilová M. Woodforde  | 2e tour (1/16) J. Stark       | R. McQuillan D. Macpherson  | 2e tour (1/8) Mike Bauer      | R. McQuillan D. Macpherson  |
| 1995  | 1er tour (1/16) Mike Bauer    | Debbie Graham S. Melville  | 1er tour (1/32) Mike Bauer   | Helena Suková Tom Nijssen | 1er tour (1/32) Mike Bauer    | Helena Suková T. Woodbridge | -                             | -                           |

Sous le résultat, le partenaire ; à droite, l’ultime équipe adverse.

## Parcours aux Masters

### En double dames
| # | Date       | Nom de l'édition                      | ($)       | Surface         | Résultat      | Partenaire        | Ultimes adversaires                | Score         |          |
| - | ---------- | ------------------------------------- | --------- | --------------- | ------------- | ----------------- | ---------------------------------- | ------------- | -------- |
| 1 | 14/11/1988 | Virginia Slims Championships New York | 1 000 000 | Moquette (int.) | 1/4 de finale | Jill Hetherington | Claudia Kohde-Kilsch Helena Suková | 6-4, 6-2      | Parcours |
| 2 | 13/11/1989 | Virginia Slims Championships New York | 1 000 000 | Moquette (int.) | 1/4 de finale | Jill Hetherington | Jana Novotná Helena Suková         | 6-3, 5-7, 7-5 | Parcours |
| 3 | 16/11/1992 | Virginia Slims Championships New York | 3 000 000 | Moquette (int.) | 1/4 de finale | Andrea Strnadová  | Arantxa Sánchez Helena Suková      | 7-6, 6-4      | Parcours |
| 4 | 14/11/1994 | Virginia Slims Championships New York | 3 500 000 | Moquette (int.) | 1/2 finale    | Meredith McGrath  | Gigi Fernández Natasha Zvereva     | 4-6, 7-6, 6-2 | Parcours |

## Parcours en Coupe de la Fédération
| #                                                                  | Date       | Lieu      | Surface    | Gagnante(s)                  | Perdante(s)                    | Score     |          |
|                                                                    |            |           |            |                              |                                |           |          |
| 1988 - 1er tour (groupe mondial) - Suisse - États-Unis - 0 : 3     |            |           |            |                              |                                |           |          |
| 1                                                                  | 05/12/1988 | Melbourne |            | Patty Fendick Gigi Fernández | Sandrine Jaquet Emanuela Zardo | 6-0, 6-0  | Parcours |
|                                                                    |            |           |            |                              |                                |           |          |
| 1988 - 2e tour (groupe mondial) - Suède - États-Unis - 2 : 1       |            |           |            |                              |                                |           |          |
| 2                                                                  | 05/12/1988 | Melbourne |            | Maria Strandlund             | Patty Fendick                  | 6-2, 7-63 | Parcours |
|                                                                    |            |           |            |                              |                                |           |          |
| 1990 - 1/2 finale (groupe mondial) - États-Unis - Autriche - 3 : 0 |            |           |            |                              |                                |           |          |
| 3                                                                  | 23/07/1990 | Atlanta   | Dur (ext.) | Patty Fendick Gigi Fernández | Barbara Paulus Judith Wiesner  | 6-1, 7-65 | Parcours |

## Classements WTA

### En simple
| Année | 1983 | 1984 | 1985 | 1986 | 1987 | 1988 | 1989 | 1990 | 1991 | 1992 | 1993 | 1994 | 1995 |
| Rang  | 138  | 120  | 83   | 95   | 79   | 22   | 31   | 42   | 55   | 43   | 27   | 51   | 58   |

Source : (en) « Classements de Patty Fendick », sur le site officiel du WTA Tour

### En double
| Année | 1986 | 1987 | 1988 | 1989 | 1990 | 1991 | 1992 | 1993 | 1994 | 1995 |
| Rang  | 31   | 71   | 18   | 15   | 11   | 10   | 16   | 14   | 7    | 19   |

Source : (en) « Classements de Patty Fendick », sur le site officiel du WTA Tour